# René Favaloro
René Gerónimo Favaloro (12. července 1923 La Plata – 29. července 2000 Buenos Aires) byl argentinský kardiochirurg.
Pocházel z rodiny přistěhovalců z italského ostrova Salina a v roce 1949 vystudoval medicínu na Národní univerzitě v La Platě. Protože odmítl vstoupit do vládnoucí Justicialistické strany, nebyla mu dlouho umožněna vědecká kariéra a pracoval se svým bratrem na zdravotním středisku ve venkovském městečku Jacinto Aráuz. Až v roce 1962 mu profesor José Maria Mainetti zařídil stáž na Cleveland Clinic v USA. Během svého zdejšího působení Favaloro vynalezl koronární bypass a v roce 1967 provedl jeho první úspěšnou operaci.
Po návratu do Argentiny založil nadaci Fundación Favaloro, zaměřenou na rozvoj lékařské péče v zemi, vystupoval také v televizním pořadu zaměřeném na zdravotnickou osvětu. V době hospodářské krize nadace upadla do velkých dluhů a dne 29. července 2000 se Favaloro na protest proti podfinancování argentinského zdravotnictví zastřelil ve svém bytě v Buenos Aires.
Favalorovou zálibou byla historie, vydal životopisnou knihu o tvůrci nezávislé Argentiny Josém de San Martínovi. Byl také jmenován do komise Conadep, vyšetřující zločiny z doby špinavé války, na členství však rezignoval. Byl přijat do Americké kardiologické asociace, za svou vědeckou činnost obdržel Cenu prince Mahidola, Medaili Johna Scotta a Diamantovou cenu Nadace Konex. V televizní anketě El Gen Argentino, pořádané v roce 2007, byl zařazen mezi deset největších postav argentinské historie. Eduardo Falú mu dedikoval svoji hudební skladbu El Agradecido (Vděk).